# Nagori Purba
Nagori Purba is een bestuurslaag in het regentschap Simalungun van de provincie Noord-Sumatra, Indonesië. Nagori Purba telt 369 inwoners (volkstelling 2010).